# Goffredo Bellonci

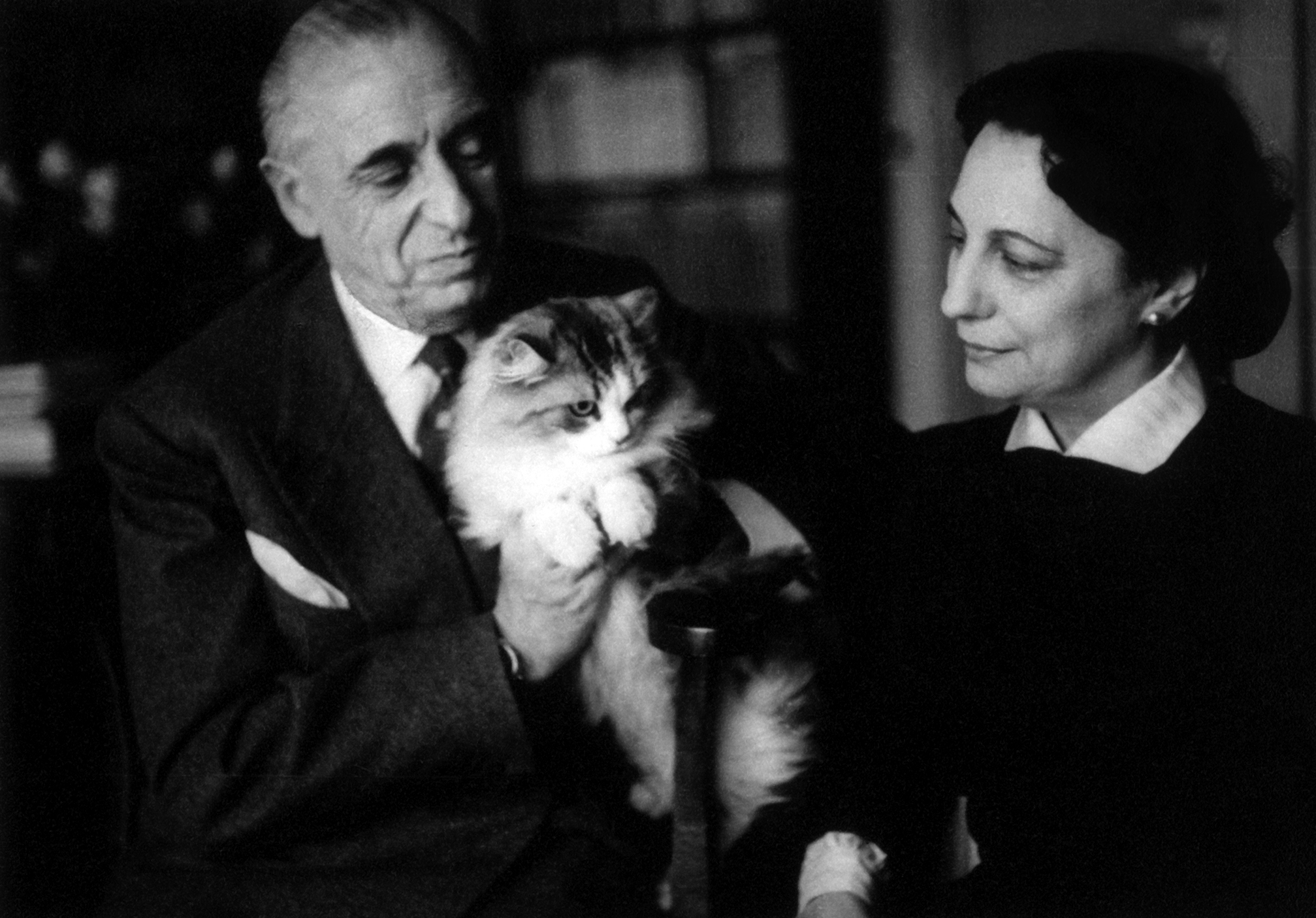
Goffredo Bellonci con la moglie Maria

Goffredo Bellonci (Bologna, 5 settembre 1882 – Lido di Camaiore, 31 agosto 1964) è stato un giornalista, critico letterario e italianista italiano.

## Biografia
Nato a Bologna da Giuseppe, ordinario di embriologia e istologia in quella università, e da Argia Facchini che morì dandolo alla luce, a sei anni rimase orfano anche del padre, e venne affidato alla tutela dello zio Cesare Facchini, insegnante di lettere e letterato di un certo nome, la cui biblioteca fu la prima fonte per le sue letture.
Allievo di Giosuè Carducci, si laureò in lettere all'università di Bologna. Trasferito a Roma nel 1907, fu redattore del «Giornale d'Italia» e collaborò ad altri quotidiani nazionali, come il «Resto del Carlino» e «Il Messaggero» e fu inviato corrispondente dall'estero. Si occupò anche di arte e in particolare di letteratura e di teatro, e fu presidente dell'Istituto internazionale per la storia del teatro e del Centro nazionale di ricerche teatrali. Fu anche consigliere dell'UNESCO. Aderì al Partito Liberale Democratico. Antonio Gramsci, che non lo stimava, lo definì «una macchietta del giornalismo letterario, un Bouvard delle idee e della politica». Sposò la scrittrice Maria Villavecchia, che si firmó sempre Bellonci, assieme alla quale fondò, nel 1947, il premio letterario Strega.

## Scritti
- Tre canti, Bologna, Zanichelli, 1902.
- La guerra risolve tutti i problemi nazionali, Roma, Tipografia Editrice Nazionale, 1915.
- Pagine e idee, Roma, Sapientia, 1929.
- Introduzione alla letteratura di oggi, Firenze, Tipografia Enrico Ariani, 1932.
- Il teatro del Novecento, in Storia del teatro italiano, a cura di Silvio D'Amico, Milano, Bompiani, 1936.
- Saggio su Torquato Accetto, Introduzione a Dissimulazione onesta, Firenze, Le Monnier, 1936.
- L'idea di Roma nell'opera di Carducci, Roma, Istituto di studi romani, 1937.
- Eleonora Fonseca Pimentel, Urbino, Regio Istituto d'arte per il libro, 1936.
- Grazia Deledda, Urbino, Regio Istituto d'arte per il libro, 1937.
- Cristoforo Colombo, Urbino, Regio Istituto d'arte per il libro, 1938.
- Il nostro Petrarca, Firenze, Tipocalcografia classica, 1939.
- La prosa italiana del Novecento, in Beltempo, Roma, 1940.
- Scritti di C. Bini, Introduzione a, Torino, Einaudi, 1944.
- Operette morali di Leopardi, Introduzione a, Roma, Colombo, 1945.
- Del romanzo, in Mercurio, III, 1946.
- Il romanzo italiano, in Svizzera italiana, VII, 64, 1947.
- Sette secoli di novelle italiane, a cura di Goffredo Bellonci, due volumi, Roma, Casini, 1953.
- Goldoni e il teatro puro, in Autori vari, Studi goldoniani, Venezia-Roma, Istituto per la collaborazione culturale, 1960.
- Pagine autobiografiche, in Elio Filippo Accrocca, Ritratti su misura di scrittori italiani, Venezia, Sodalizio del libro, 1960, pp. 54-58.